# Catherine Lacey (Schauspielerin)
Catherine Lacey (* 6. Mai 1904 in London; † 23. September 1979 ebenda) war eine britische Schauspielerin mit Charakterrollen in Theater, Film und Fernsehen. Sie spielte von den 1930er Jahren bis in die 1970er Jahre zahlreiche Rollen in britischen Kinoproduktionen. Darunter in Filmen wie Eine Dame verschwindet, Freut euch des Lebens, Der Diener, Im Banne des Dr. Monserrat oder Das Privatleben des Sherlock Holmes.

## Leben und Karriere
Catherine Lacey, geboren 1904 in London, zog es früh als Charakterdarstellerin auf die Bühne. Vom Jahr 1925 an spielte sie in angesehenen englischen Theatern. Ihr Broadway-Debüt gab sie im Jahr 1931. Im Shakespeare Memorial Theatre verkörperte sie Mitte der 1930er Jahre zahlreiche Rollen und in der Saison 1935 hatte sie die Aufmerksamkeit bei Stratford gleich in mehreren Hauptrollen. Von 1951 an wurde sie ein regelmäßiger Gast bei der Old Vic Company in London.
Ihre Filmkarriere begann Catherine Lacey in der Nebenrolle der Nonne in Alfred Hitchcocks berühmten Filmklassiker Eine Dame verschwindet. In den Hauptrollen spielten Margaret Lockwood und Michael Redgrave. In den 1940er Jahren spielte sie auf der Leinwand Charakterrollen in Filmen wie Ich weiß wohin ich gehe unter der Regie von Michael Powell und Emeric Pressburger, in dem Thriller Apotheker Sutton von Regisseur Robert Hamer oder 1946 in der Romanze Ein Herz geht verloren. 1947 sah man sie gleich in drei verschiedenen Rollen im Kino, in Roy Ward Bakers Mysterythriller Zwielicht, in Bernard Knowles Symbol des Glücks und in Lawrence Huntingtons Filmdrama Kampf um Jimmy. 1949 besetzte sie der Regisseur Alexander Mackendrick in seiner Kriminalkomödie Freut euch des Lebens in der weiblichen Hauptrolle der Mrs. Waggett, dort spielte sie an der Seite von Schauspielerkollege Basil Radford. In den 1950er Jahren wurden ihre Auftritte im Kino seltener. Unter anderem sah man sie in Produktionen der Regisseure Gavin Lambert, Gerald Thomas und Michael Relph. 1957 spielte sie Charles Crichtons dramatischem Thriller Versuchsmaschine CB 5 und 1958 in Philip Leacocks Drama Kleine Übeltäter.
Zu Beginn der 1960er Jahre sah man sie neben Orson Welles, Juliette Gréco und Bradford Dillman im Kino in Richard Fleischers Kriminalfilm Drama im Spiegel. In Joseph Loseys Drama Der Diener von 1963 mit Dirk Bogarde in der Hauptrolle verkörperte sie die Rolle der Lady Mounset. 1967 spielte sie in der Hammer-Film-Produktion Der Fluch der Mumie. Noch im gleichen Jahr verpflichtete sie der Regisseur Michael Reeves für seinen Horrorfilm Im Banne des Dr. Monserrat, wo sie die weibliche Hauptrolle neben Boris Karloff spielte. 1970 beendete sie ihre Filmkarriere mit einer Rolle in Billy Wilders Drama Das Privatleben des Sherlock Holmes.
Bereits 1938 hatte sich Catherine Lacey auch dem Fernsehen zugewandt und spielte dort im zunehmenden Alter häufig in exzentrischen Rollen. Man sah sie in Episoden von erfolgreichen Serien. Zu ihren Auftritten in dem neuen Medium gehörten BBC Sunday-Night Theatre (1950–1952), Somerset Maugham Hour (1960), Kommissar Maigret (1962), The Rat Catchers (1967) oder Play for Today (1973).
Catherine Lacey war dreimal verheiratet, mit Geoffrey Clark, Roy Emerton und Anthony Wright. Sie verstarb am 23. September 1979 im Alter von 75 Jahren in ihrer Heimatstadt London.

## Filmografie (Auswahl)

### Kino
- 1938: Eine Dame verschwindet (The Lady Vanishes)
- 1939: Poison Pen
- 1940: The House of the Arrow
- 1941: Cottage to Let
- 1945: Ich weiß wohin ich gehe (I Know Where I’m Going!)
- 1945: Apotheker Sutton (Pink String and Sealing Wax)
- 1946: Ein Herz geht verloren (Carnival)
- 1947: Zwielicht (The October Man)
- 1947: Symbol des Glücks (The White Unicorn)
- 1947: Kampf um Jimmy (When the Bough Breaks)
- 1949: Freut euch des Lebens (Whisky Galore!)
- 1954: Another Sky
- 1957: Versuchsmaschine CB 5 (The Man in the Sky)
- 1958: Kleine Übeltäter (Innocent Sinners)
- 1958: The Solitary Child
- 1958: Rockets Galore
- 1960: Drama im Spiegel (Crack in the Mirror)
- 1961: Schatten einer Katze (The Shadow of the Cat)
- 1963: Der Diener (The Servant)
- 1967: Der Fluch der Mumie (The Mummy’s Shroud)
- 1967: Im Banne des Dr. Monserrat (The Sorcerers)
- 1968: Journey to Midnight
- 1970: Das Privatleben des Sherlock Holmes (The Private Life of Sherlock Holmes)

### Fernsehen
- 1938: The Duchess of Malfi (Fernsehfilm)
- 1939: Marco Millions (Fernsehfilm)
- 1947: Gaslight (Fernsehfilm)
- 1950: The Master Builder (Fernsehfilm)
- 1950–1952: BBC Sunday-Night Theatre (Fernsehserie, 2 Episoden)
- 1952: A Cradle of Willow (Fernsehfilm)
- 1953: A Place of Execution (Fernsehserie, 1 Episode)
- 1958: Women of Troy (Fernsehfilm)
- 1958: ITV Play of the Week (Fernsehserie, 1 Episode)
- 1960: Somerset Maugham Hour (Fernsehserie, 1 Episode)
- 1961: ITV Television Playhouse (Fernsehserie, 1 Episode)
- 1961: Drama 61-67 (Fernsehserie, 1 Episode)
- 1962: Kommissar Maigret (Fernsehserie, 1 Episode)
- 1963: Festival (Fernsehserie, 1 Episode)
- 1964: Espionage (Fernsehserie, 1 Episode)
- 1964: Gideon’s Way (Fernsehserie, 1 Episode)
- 1964: The Human Jungle (Fernsehserie, 1 Episode)
- 1965: The Wednesday Thriller (Fernsehserie, 1 Episode)
- 1966: Dr. Finlay’s Casebook (Fernsehserie, 1 Episode)
- 1967: The Rat Catchers (Fernsehserie, 2 Episoden)
- 1967–1970: The Wednesday Play (Fernsehserie, 2 Episoden)
- 1968: All’s Well That Ends Well (Fernsehfilm)
- 1968: Detective (Fernsehserie, 1 Episode)
- 1968: Journey to the Unknown (Fernsehserie, 1 Episode)
- 1969: The Expert (Fernsehserie, 1 Episode)
- 1969: Paul Temple (Fernsehserie, 1 Episode)
- 1970: The Six Wives of Henry VIII (Fernsehminiserie)
- 1971: ITV Saturday Night Theatre (Fernsehserie, 1 Episode)
- 1971: The Rivals of Sherlock Holmes (Fernsehserie, 1 Episode)
- 1971: Cider with Rosie (Fernsehfilm)
- 1972: The Intruder (Fernsehserie, 1 Episode)
- 1972: Six Faces (Fernsehserie, 1 Episode)
- 1973: Play for Today (Fernsehserie, 1 Episode)

### Kurzfilm
- 1939: All Living Things